# Xmukane Corona
Xmukane Corona est une corona, formation géologique en forme de couronne, située sur la planète Vénus par -28,2° S et 269,5° E. Elle est localisée dans le quadrangle d'Helen Planitia. Elle a été nommée en référence à Xmukane, déesse de la fertilité, mère des Mayas. 

## Géographie et géologie
Xmukane Corona couvre une surface circulaire d'environ 200 km de diamètre. 